# فرودگاه سین‌تنگ
فرودگاه سین‌تنگ (به انگلیسی: Sintang Airport) (به زبان بومی: Bandar Udara Susilo) یک فرودگاه با کد یاتا SQG است که یک باند فرود آسفالت دارد و طول باند آن ۱۲۹۷ متر است. این فرودگاه در کشور اندونزی قرار دارد و در ارتفاع ۳۰ متری از سطح دریا واقع شده‌است.

## شرکت‌های هواپیمایی و مقصدهای پروازی
The following شرکت هواپیماییs offer direct passenger flights from this airport:
| شرکت‌های هواپیمایی | مقصدهای پروازی    |
| ----------------- | ----------------- |
| Kal Star Aviation | سوپادیو           |
| سوسی ایر          | کتاپانگ، پانگسوما |
| گارودا ایندونزیا  | سوپادیو           |